# Comitè d'Estat Major
El Comitè d'Estat Major (Military Staff Committee) és un òrgan del Consell de Seguretat de l'ONU conformat per representants militars de les cinc potències amb dret de veto. D'acord amb l'article 47 de la Carta de les Nacions Unides, la seva tasca consisteix a «assessorar i assistir el Consell de Seguretat en totes les qüestions relatives a les [seves] necessitats militars».
La seva presidència va rotant mensualment entre els cinc membres que el componen.